# رولد هافمن
رولد هافمن (به انگلیسی: Roald Hoffmann) شیمی‌دان آمریکایی، کاشف ایزولوب و برنده جایزه نوبل شیمی در سال ۱۹۸۱ است.

## زندگی
در ۱۸ ژوئیهٔ ۱۹۳۷ هم‌گاه با تیر سال ۱۳۱۶ خورشیدی، در شهر تسلوکتسوف لهستان (هم‌اکنون در اوکراین) متولد گردید و خانواده‌اش به افتخار جهانگرد نروژی رولد آموندسن، نام وی را رولد گذاشتند.
خانواده وی، در سال ۱۹۴۹ میلادی هم‌گاه با ۱۳۲۸ خورشیدی، به ایالات متحده آمریکا مهاجرت نمودند. در سن ۲۱سالگی از دانشگاه کلمبیای نیویورک موفق به اخذ مدرک کارشناسی در رشته شیمی گردید.
در سال ۱۹۶۰ کارشناسی ارشد خود را از دانشگاه هاروارد گرفت و دوره دکتری خود را در آن دانشگاه سپری نمود. از سال ۱۹۶۵ در دانشگاه کرنل مشغول تدریس شد و در آنجا بازنشسته گردید.

## زندگی علمی
در سال ۱۹۸۱ موفق به دریافت جایزه نوبل شیمی شد.
وی همچنین یکی از برندگان نشان پریستلی است.
هافمن از دانشمندان تحول‌آفرین شیمی جهان محسوب می‌شود. در زندگی دانشگاهی وی گذراندن دوره‌های دکتری و پسادکتری نزد دو برنده جایزه نوبل، ویلیام لیپسکام و روبرت وودوارد از نقاط قابل توجه است.
اهمیت هافمن به کشفیات وی در حوزه مکانیسم‌های واکنش‌های آلی و معدنی و بررسی اثر هم‌لوپی (ایزولوب) است. او همچنین توسعه‌دهنده روش محاسباتی هوکل می‌باشد.
از هافمن، همچنین دو مجموعه شعر نیز به چاپ رسیده‌است.
‏